# Rent-seeking
Na economia, rent-seeking ou busca de renda é uma tentativa de obter renda econômica pela manipulação do ambiente social ou político no qual as atividades econômicas ocorrem, em vez de agregar valor aos produtos. Um exemplo de rent-seeking era a limitação do acesso a cargos qualificados imposta pelas guildas medievais. Muitos estudos atuais sobre rent-seeking focam na captura do regulador, ou seja, na exploração pelo agente público dos privilégios de monopólio decorrentes da regulação governamental da concorrência. O próprio termo deriva, no entanto, da antiga prática de apropriar uma porção da produção ao ganhar a propriedade ou controle da terra. Esta expressão, em certos casos, relaciona-se também com o conceito de logrolling.

## Descrição do conceito
A definição mais simples de rent-seeking é o gasto de recursos visando a enriquecer a própria pessoa através do aumento da sua participação em uma quantidade fixa de riqueza ao invés de tentar criar riqueza. Visto que os recursos são gastos mas nenhuma riqueza é criada, o efeito líquido do rent-seeking é reduzir a soma da riqueza social.
O rent-seeking geralmente implica a extração de um valor não compensado dos outros sem realizar qualquer contribuição para a produtividade. A origem do termo refere-se à obtenção do controle da terra ou outros recursos naturais preexistentes. Na economia moderna, um exemplo mais comum de rent-seeking é a pressão política para receber um pagamento de transferência do governo, ou para impor regulações onerosas sobre um competidor a fim de aumentar sua participação no mercado.
Nos países industrializados modernos, os benefícios econômicos derivados pela maioria das pessoas envolvem alguma forma de rent-seeking, mas no agregado tais comportamentos podem resultar em perdas sociais substanciais.
A expressão "rent-seeking por privilégio de monopólio" é um rótulo frequentemente usado para o primeiro tipo de rent-seeking. Exemplos muito citados incluem uma pressão dos agricultores que buscam proteção tarifária, ou um lobby da indústria do entretenimento que procura expandir o escopo dos direitos autorais. Outro tipo de rent-seeking é realizado em associação com esforços para causar uma redistribuição de renda — ao mudar a carga tributária sobre as empresas ou a alocação dos gastos do governo, por exemplo.

## Desenvolvimento da teoria
O fenômeno do rent-seeking, em conexão com os monopólios, foi identificado formalmente pela primeira vez em 1967 por Gordon Tullock. A expressão rent-seeking foi cunhada em 1974 por Anne Krueger. A palavra rent (renda) não se refere a pagamento a uma locação, mas deriva da divisão das rendas em lucro, salário e renda. O comportamento do rent-seeking é distinguido da teoria do comportamento do profit-seeking (busca pelo lucro), no qual as entidades buscam extrair valor de transações mutuamente benéficas.
Críticos do conceito apontaram que, na prática, pode haver dificuldades para distinguir entre o profit-seeking benéfico e rent-seeking prejudicial. Muitas vezes, uma outra distinção é feita entre as rendas obtidas legalmente através da força política e as rendas de crimes da common law tais como fraude, apropriação indébita e roubo. Este ponto de vista considera o "lucro" como obtido consensualmente, através de uma transação mutuamente acordada entre duas entidades (comprador e vendedor), e as receitas dos crimes da lei comum como não consensuais, pela força ou fraude infligida por uma parte contra a outra.
A renda, em contraste com esses dois, é obtida quando um terceiro priva uma parte do acesso a oportunidades de transação, tornando, transações nominalmente "consensuais", uma oportunidade de obtenção de renda para o terceiro.
Os lucros anormais do narcotráfico são considerados renda por definição, visto que eles não são nem lucros legais nem produtos de crimes da lei comum. As licenças para taxistas são outro exemplo conhecido de rent-seeking. À medida em que a emissão de licenças restringe a oferta total de serviços de táxi (ao invés de assegurar a competência ou qualidade), proibindo a competição de taxistas não licenciados, a transação do serviço de táxi, que deveria ser consensual, transforma-se em uma transferência forçada de riqueza do passageiro para o titular da licença.
O rent-seeking ocorre com frequência na forma de grupos de pressão para a regulação econômica de tarifas. A captura do regulador é um conceito relacionado que se refere ao conluio entre as firmas e as agências do governo que deveriam regulá-las, o que é visto como um incentivador do comportamento rent-seeking, especialmente quando a agência governamental precisa de confiar nas firmas para obter conhecimento sobre o mercado.
O conceito de rent-seeking tem sido aplicado à corrupção dos burocratas que solicitam e exigem suborno ou renda para aplicar sua autoridade legal, mas discricionária, para conceder benefícios legítimos ou ilegítimos para os clientes. Por exemplo, os oficiais tributários podem exigir subornos para diminuir a carga tributária dos pagadores de impostos. Faizul Latif Chowdhury sugeriu que o suborno é um tipo de rent-seeking dos oficiais do governo.

## Consequências possíveis
De um ponto de vista teórico, o risco moral do rent-seeking pode ser considerável. Se "comprar" um ambiente regulatório favorável for mais barato que construir uma produção mais eficiente, uma firma pode escolher a primeira opção, colhendo uma receita inteiramente sem relação com qualquer contribuição à riqueza ou bem-estar social. Isto resulta em uma alocação de recursos sub-ótima. O dinheiro é gasto em lobistas e contralobistas ao invés de em pesquisa e desenvolvimento, melhores práticas de negócios, treinamento de empregados ou bens de capital adicionais, o que retarda o crescimento econômico. Alegações de que uma firma se utiliza de rent-seeking são, portanto, muitas vezes acompanhadas de alegações de corrupção do governo ou da influência indevida de interesses especiais.
O rent-seeking pode ser iniciado por agentes do governo, com eles solicitando subornos ou outros favores dos indivíduos ou firmas que podem obter ganhos de privilégios econômicos especiais, o que abre a possibilidade de exploração do consumidor. Foi mostrado que o rent-seeking da burocraciapode aumentar o custo de produção dos bens públicos. Também foi mostrado que o rent-seeking dos oficiais tributários pode causar perdas de receitas para o erário público.
Mancur Olson traçou as consequências históricas do rent-seeking em The Rise and Decline of Nations. À medida em que um país torna-se cada vez mais dominado por grupos de interesse organizados, ele perde vitalidade econômica e entra em declínio. Olson argumentou que os países que têm um colapso do regime político e os grupos de interesse que se aglutinam em torno dele podem melhorar radicalmente a produtividade e aumentar a renda nacional porque eles começam do zero depois do fim do colapso. Um exemplo disso é o Japão após a Segunda Guerra Mundial. Mas novas coalizões se formam com o tempo, mais uma vez explorando a sociedade a fim de redistribuir riqueza e renda para eles próprios. No entanto, mudanças sociais e tecnológicas permitiram a ascensão de novas empresas e grupos no passado.
O comportamento do rent-seeking, em termos de renda da terra, baseia-se na teoria econômica georgista, onde o valor da terra é, em grande parte, aplicado na prestação de serviços pelo governo e infraestrutura (por exemplo, construção de ruas, oferecimento de escolas públicas, manutenção da paz e da ordem etc.) e na comunidade em geral, por não resultar de qualquer ação ou contribuição do proprietário de terra.